# تدمي الرحم
تدمي الرحم هي حالة مرضية يمتلئ فيها الرحم بدم الطمث، تنشأ غالباً بسبب البكارة الرتقاء أو الحاجز المهبلي العرضي.

## الأعراض والعلامات
- ألم تشنجي دوري في الحوض أو أسفل البطن.[1]
- احتباس البول أو كثرته.[2]
- اضطرابات الطمث كعسر الطمث أو انقطاعه، بينما لا تعاني أغلب النساء بعد سن اليأس من أعراض.[3]
- انخفاض ضغط الدم وإغماء وعائي مبهمي بسبب تجمع الدم في الرحم.[4]

## آلية المرض
يحدث تدمي الرحم نتيجةً لانسداد أو رتق الأجزاء السفلى من الجهاز التناسلي الأنثوي كالرحم وعنق الرحم والمهبل، مما يعيق مرور الدم، يحدث غالباص بسبب عيوب خلقية كالبكارة الرتقاء و نقص تنسج المهبل والحاجز المهبلي العرضي. و قد يحدث أيضاً نتيجة لأسباب مكتسبة كرتق عنق الرحم والتصاقات الرحم (متلازمة أشرمان) و سرطان بطانة الرحم وسرطان عنق الرحم.

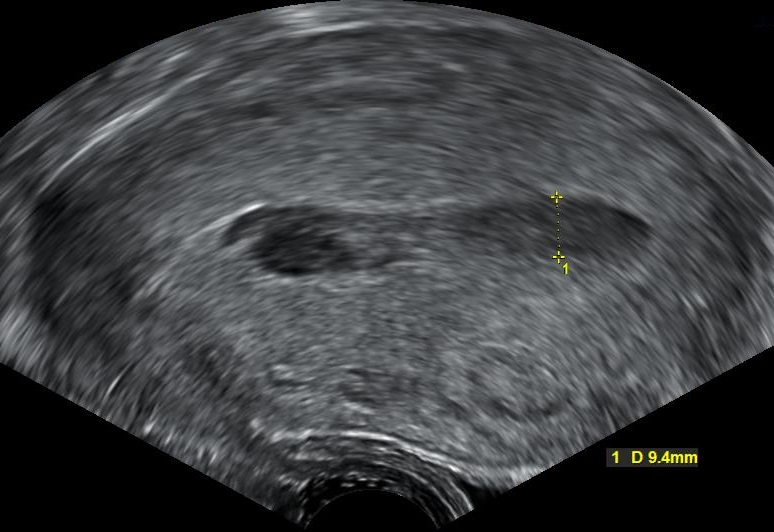
سونار عن طريق المهبل لحالة تدمي الرحم بعد الولادة، عنق الرحم على يسار الصورة و قاع الرحم على اليمين

و قد يحدث أيضاً كأحد مضاعفات جراحات الرحم وعنق الرحم كتذرية بطانة الرحم التي قد تضر ستروما بطانة الرحم وتترك ندبة، و قد ينشأ بعد الإجهاض أو الولادة.

## التشخيص
يتم تشخيص تدمي الرحم عن طريق أخذ التاريخ المرضي للمريضة؛ إذ تعاني من انقطاع الطمث و ألم دوري في البطن، وبجس الحوض نجده صلباً وأكبر حجماً. و يتم التأكد عن طريق أشعة الرنين المغناطيسي إذ يظهر الرحم أكبر حجماً وممتلئاً بالدم، و يساعد تنظير البطن في تشخيص العيب الخلقي التي قد تسبب تدمي الرحم إن وجد.
و قد يتم أخذ عينة من بطانة الرحم لفحصها والكشف عن الأورام إن وجدت.

## العلاج
يختلف العلاج باختلاف السبب:
- توسيع عنق الرحم: يتم علاج تدمي الرحم عادةً عن طريق توسيع عنق الرحم لنزح الدم وتصريفه من الرحم.[3]
- تنظير الرحم: لفصل الالتصاقات التي تحدث عادة بعد الجراحة إن وجدت.[1]
- المضادات الحيوية: يتم إعطاؤها للمريضة للوقاية من العدوى المُحتملة.[3]